# Всё закончится на нас
«Всё зако́нчится на нас» (англ. It Ends with Us) — американский романтический фильм режиссёра Джастина Бальдони по сценарию Кристи Холл, основанный на одноимённом романе (2016) Коллин Гувер. В главных ролях Блейк Лайвли, Джастин Бальдони и Брэндон Скленар. Премьера фильма состоялась 6 августа 2024 года, а 9 августа фильм вышел в прокат от Sony Pictures Motion Picture Group.

## В ролях
- Блейк Лайвли — Лили Блум
- Джастин Бальдони — Райл Кинкейд
- Брэндон Скленар — Атлас Корриган
- Дженни Слейт — Аллиса
- Хасан Минхаж — Маршалл

## Создание и оценки
В июле 2019 года Джастин Бальдони выбрал роман для экранизации, произведенной его компанией Wayfarer Entertainment. В октябре 2021 года был завершен первый набросок сценария к фильму. В январе 2023 года Блейк Лайвли получила роль Лили Блум. Бальдони, который сыграет Райла Кинкейда, был также назначен режиссёром, а Кристи Холл сценаристом. В апреле 2023 года Брэндон Скленар получил роль Атласа Корригана. Съёмки фильма начались в Хобокене (штат Нью-Джерси) 5 мая 2023 года. В июне производство было временно приостановлено из-за забастовки Гильдии сценаристов США. Когда производство было остановлено, было снято чуть более половины фильма. В процессе работы Блейк и Бальдони прекрасно проводили время, планировали вместе новые сцены, общались в реальной жизни, однако после завершения производства и перед продвижением фильма Блейк обвинила Бальдони в домогательствах. На что Бальдони направил иск о клевете на Блейк и ее мужа и собирается предоставить все доказательства суду.
Дата премьеры фильма — 9 августа 2024 года.